# Cálculo económico
El problema del cálculo económico es una crítica al uso de la planificación económica como un sustituto de la asignación basada en el mercado de los factores de producción. Fue propuesto por primera vez por Ludwig von Mises en su artículo de 1920 "El cálculo económico en la comunidad socialista" y luego ampliado por Friedrich Hayek.
Contrariando con Karl Marx, Mises predijo que una sociedad comunista sin libre mercado está destinada al colapso. En su primer artículo, Mises describe la naturaleza del sistema de precios bajo el capitalismo y describe cómo los valores subjetivos individuales se traducen en la información objetiva necesaria para la asignación racional de recursos en la sociedad. Argumenta que la planificación económica necesariamente conduce a una asignación de recursos irracional e ineficiente. En los intercambios de mercado, los precios reflejan la oferta y demanda de recursos, mano de obra y productos. En el artículo, Mises centró su crítica en las inevitables deficiencias de la socialización de los bienes de capital, pero más tarde pasó a elaborar varias formas diferentes de socialismo en su libro Socialismo.
En el artículo de 1920, Mises concluyó que los sistemas de precios en las economías socialistas eran necesariamente deficientes porque si una entidad pública poseía todos los medios de producción, no se podrían obtener precios racionales para los bienes de capital, ya que eran meras transferencias internas de bienes y no "objetos de intercambio", a diferencia de los bienes finales. Por lo tanto, no tenían precio y, por lo tanto, el sistema sería necesariamente irracional ya que los planificadores centrales no sabrían cómo asignar los recursos disponibles de manera eficiente. Escribió que "la actividad económica racional es imposible en una comunidad socialista". Mises desarrolló su crítica del socialismo más completamente en su libro Socialismo de 1922, argumentando que el sistema de precios de mercado es una expresión de praxeología y no puede ser replicado por ninguna forma de burocracia.
Mises y Hayek razonaron que el cálculo económico solo es posible mediante la información proporcionada a través de los precios de mercado y que los métodos de asignación burocráticos o tecnocráticos carecen de métodos para asignar recursos racionalmente. El análisis de Mises se centró en la teoría de los precios, mientras que Hayek realizó un análisis de información y emprendimiento más emplumado. Mises negó la posibilidad del calculo racional en una economía socialista planificada. Hayek no niega la posibilidad teórica del calculo económico pero rechaza que en la practica sea factible.
El debate se desencadenó en las décadas de 1920 y 1930 y ese período específico del debate ha llegado a ser conocido por los historiadores económicos como el debate del cálculo socialista. La crítica inicial de Mises recibió múltiples reacciones y condujo a la concepción del socialismo de mercado de prueba y error, especialmente el teorema de Lange-Lerner. Oskar Lange defendió un sistema "un genuino mercado (en el sentido institucional del término) para los bienes de consumo y para los servicios del trabajo, pero no existe mercado para los bienes de capitales y recursos productivos fuera del trabajo."

## Teoría

### Comparando bienes heterogéneos
Dado que los bienes de capital y el trabajo son muy heterogéneos (es decir, tienen características diferentes que pertenecen a la productividad física), el cálculo económico requiere una base común para comparar todas las formas de capital y trabajo.
Como medio de intercambio, el dinero permite a los compradores comparar los costos de los bienes sin tener conocimiento de sus factores subyacentes; el consumidor simplemente puede concentrarse en su decisión personal de costo-beneficio. Por lo tanto, se dice que el sistema de precios promueve el uso económicamente eficiente de los recursos por parte de agentes que pueden no tener un conocimiento explícito de todas las condiciones de producción o suministro. Esto se llama la función de señalización de los precios, así como la función de racionamiento que evita el uso excesivo de cualquier recurso.
Sin el proceso de mercado para cumplir con tales comparaciones, los críticos del socialismo no de mercado dicen que carece de cualquier forma de comparar diferentes bienes y servicios y que tendría que depender del cálculo en especie. Las decisiones resultantes, se afirma, por lo tanto, se tomarían sin el conocimiento suficiente para considerarse racionales.

### Relacionando la utilidad con el capital y los bienes de consumo
La base común para la comparación de bienes de capital también debe estar relacionada con el bienestar del consumidor. También debe poder comparar la compensación deseada entre el consumo actual y el consumo retrasado (para obtener mayores ganancias más adelante) a través de la inversión en bienes de capital. El uso del dinero como medio de cambio y unidad de cuenta es necesario para resolver los dos primeros problemas de cálculo económico. Mises (1912) aplicó la teoría de la utilidad marginal desarrollada por Carl Menger al dinero.
Los gastos marginales del consumidor representan la utilidad marginal o la satisfacción adicional del consumidor esperada por los consumidores cuando gastan dinero. Esto es similar al principio equi-marginal desarrollado por Alfred Marshall. Los consumidores igualan la utilidad marginal (cantidad de satisfacción) del último dólar gastado en cada bien. Así, el intercambio de bienes de consumo establece precios que representan la utilidad marginal de los consumidores y el dinero es representativo de la satisfacción del consumidor.
Si el dinero también se gasta en bienes de capital y mano de obra, entonces es posible hacer comparaciones entre bienes de capital y bienes de consumo. El intercambio de bienes de consumo y de capital/trabajo no implica que los bienes de capital se valoren con precisión, solo que es posible realizar valoraciones de los bienes de capital. Estos primeros elementos de la crítica del cálculo del socialismo son el elemento más básico, a saber, el cálculo económico requiere el uso del dinero en todos los bienes. Esta es una condición necesaria pero no suficiente para un cálculo económico exitoso. Sin un mecanismo de precios, argumenta Mises, el socialismo carece de los medios para relacionar la satisfacción del consumidor con la actividad económica. La función de incentivo de los precios permite intereses difusos, como los intereses de cada hogar en zapatos baratos y de alta calidad para competir con los intereses concentrados de los zapateros en zapatos caros y de baja calidad. Sin ella, un panel de expertos establecido para "racionalizar la producción", probablemente estrechamente relacionado con los zapateros en busca de experiencia, tendería a apoyar los intereses de los zapateros en una "conspiración contra el público". Sin embargo, si esto le sucede a todas las industrias, todos estarían peor que si hubieran estado sujetos a los rigores de la competencia en el mercado.
La teoría del dinero y el cálculo de Mises entra en conflicto directamente con la teoría del valor laboral marxista. La teoría marxista permite la posibilidad de que el contenido laboral pueda servir como un medio común para valorar los bienes de capital, una posición ahora desfavorecida con los economistas tras el éxito de la teoría de la utilidad marginal.

### Emprendimiento
La tercera condición para el cálculo económico es la existencia de un verdadero emprendimiento y rivalidad de mercado.
Según Kirzner (1973) y Lavoie (1985), los emprendedores obtienen ganancias al satisfacer necesidades no satisfechas en todos los mercados. Por lo tanto, el emprendimiento acerca los precios a los costos marginales. El ajuste de los precios en los mercados hacia el equilibrio (donde la oferta y la demanda son iguales) les da una mayor importancia utilitaria. Las actividades de los emprendedores hacen que los precios sean más precisos en términos de cómo representan la utilidad marginal de los consumidores. Los precios actúan como guías para la planificación de la producción. Quienes planean la producción usan los precios para decidir qué líneas de producción deben expandirse o reducirse.
Los emprendedores carecen del ánimo de lucro para asumir riesgos bajo el socialismo y, por lo tanto, son mucho menos propensos a intentar satisfacer las demandas de los consumidores. Sin el sistema de precios para igualar la utilidad del consumidor con los incentivos para la producción, o incluso indicar esas utilidades "sin proporcionar incentivos", es mucho menos probable que los planificadores estatales inviertan en nuevas ideas para satisfacer los deseos de los consumidores.

### Planificación coherente
La cuarta condición para el cálculo económico exitoso es la coordinación del plan entre quienes planean la producción. El problema de la planificación de la producción es el problema del conocimiento explicado por Hayek (1937, 1945), pero mencionado por primera vez e ilustrado por su mentor Mises en Socialismo (1922), que no debe confundirse con el Socialismo: un análisis económico y sociológico (1951). La planificación podría hacerse de manera descentralizada, requiriendo algún mecanismo para hacer que los planes individuales sean coherentes, o centralmente, requiriendo mucha información.
Dentro del capitalismo, el plan general para la producción se compone de planes individuales de capitalistas en grandes y pequeñas empresas. Dado que los capitalistas compran mano de obra y capital del mismo conjunto común de mano de obra y capital disponible pero escaso, es esencial que sus planes encajen al menos de una manera semi-coherente. Hayek (1937) definió un proceso de planificación eficiente como uno en el que todos los responsables de la toma de decisiones forman planes que contienen datos relevantes de los planes de otros. Los empresarios adquieren datos sobre los planes de otros a través del sistema de precios. El sistema de precios es una red de comunicaciones indispensable para la coordinación de planes entre empresarios. Los aumentos y disminuciones en los precios informan a los empresarios sobre la situación económica general, a la que deben ajustar sus propios planes.
En cuanto al socialismo, Mises (1944) y Hayek (1937) insistieron en que los burócratas en los ministerios individuales no podían coordinar sus planes sin un sistema de precios. Si el socialismo descentralizado no puede funcionar, las autoridades centrales deben planificar la producción. Sin embargo, los planificadores centrales enfrentan el problema del conocimiento local al formar un plan integral para la producción. Mises y Hayek vieron la centralización como inevitable en el socialismo. Los opositores alegaron que, en principio, una economía puede verse como un conjunto de ecuaciones. Por lo tanto, no debería haber necesidad de precios. Usando información sobre los recursos disponibles y las preferencias de las personas, debería ser posible calcular una solución óptima para la asignación de recursos. Friedrich von Hayek respondió que el sistema de ecuaciones requería demasiada información que no estaría fácilmente disponible y que los cálculos resultantes serían demasiado difíciles. Esto se debe en parte a que las personas poseen un conocimiento útil pero, o no se dan cuenta de su importancia, o no sienten estímulo para transmitir la información, o bien, pueden tener un incentivo para transmitir información falsa sobre sus preferencias. Hayek sostuvo que la única solución racional es utilizar todo el conocimiento disperso en el mercado mediante el uso de señales de precios. Los primeros debates se realizaron antes de que los poderes de cálculo mucho mayores de las computadoras modernas estuvieran disponibles, pero también antes de la investigación sobre la teoría del caos. En la década de 1980, Alec Nove declaró que incluso con las mejores computadoras, los cálculos tomarían millones de años. Puede ser imposible hacer predicciones a largo plazo para un sistema altamente complejo como una economía.
Hayek (1935, 1937, 1940, 1945) enfatizó el problema del conocimiento de la planificación central, en parte porque el socialismo descentralizado parecía indefendible. Parte de la razón por la que Hayek enfatizó el problema del conocimiento también se debió a que estaba principalmente preocupado por debatir la propuesta de socialismo de mercado y el modelo de Lange de Oskar R. Lange (1938) y el estudiante de Hayek Abba Lerner (1934, 1937, 1938), que era desarrollado en respuesta al argumento de cálculo. Lange y Lerner admitieron que los precios eran necesarios en el socialismo. Lange y Lerner pensaron que los funcionarios socialistas podían simular algunos mercados (principalmente mercados spot) y la simulación de los mercados spot fue suficiente para que el socialismo fuera razonablemente eficiente. Lange argumentó que los precios pueden verse simplemente como una práctica contable. En principio, de acuerdo a los socialistas de mercado, los gerentes socialistas de las empresas estatales podrían usar un sistema de precios, como un sistema de contabilidad, para minimizar los costos y transmitir información a otros gerentes. Sin embargo, si bien esto puede ayudar con los stocks de bienes existentes, proporcionando una base para los valores que se pueden determinar, no se trata de la inversión de nuevos bienes de capital. Hayek respondió explicando que la simulación de los mercados en el socialismo fracasaría debido a la falta de competencia y emprendimiento genuinos. Los planificadores centrales aún tendrían que planificar la producción sin la ayuda de precios económicamente significativos. Lange y Lerner también admitieron que el socialismo carecería de una simulación de los mercados financieros, y que esto causaría problemas en la planificación de la inversión de capital.
No obstante, el razonamiento de Hayek no solo se refiere a la complejidad computacional para los planificadores centrales. Además, expone que gran parte de la información que las personas tienen no puede ser recopilada o utilizada por otros. Primero, las personas pueden tener poco o ningún incentivo para compartir su información con planificadores centrales o incluso locales. Segundo, el individuo puede no ser consciente de que tiene información valiosa; y cuando se da cuenta, solo es útil por un tiempo limitado, demasiado corto para que se comunique a los planificadores centrales o locales. Tercero, la información es inútil para otras personas si no está en una forma que permita comparaciones significativas de valor (es decir, los precios del dinero como una base común para la comparación). Por lo tanto, argumenta Hayek, las personas deben adquirir datos a través de los precios en los mercados reales. Otras críticas al sistema de Lange-Lerner son las siguientes: http://www.cubanalisis.com/ARTÍCULOS/EL%20IMPOSIBLE%20SOCIALISMO%20DE%20MERCADO.htm#:~:text=Uno%20de%20los%20problemas%20centrales,a%20las%20actividades%20más%20beneficiosas. y el paper llamado ''Oskar Lange and the Impossibility of Economic Calculation''

El economista neokeynesiano Paul Samuelson en su libro ''Economía'', decimoctava edición, dice lo siguiente: 
''En su obra de mayor influencia, Hayek examinó la eficiencia de distintas formas de organización económica. las décadas de los años veinte y treinta fueron testigos de un gran debate sobre la eficiencia con la que podían organizarse los recursos en el socialismo. Oskar Lange y Abba lerner sostenían que una empresa socialista podía fijar los precios como las capitalistas y con ello emular una economía de mercado sin las tendencias monopólicas del capitalismo. Hayek lo refutó con eficiencia. Señaló que los costes y las posibilidades de producción son desconocidos. Sólo con el incentivo de un sistema privado de libre mercado puede dispersarse la información entre los millones de agentes económicos y utilizarse y movilizarse con eficiencia. Ningún sistema puede generar innovaciones sin la zanahoria de los beneficios y el palo de la bancarrota. la economía moderna, que otorga la mayor importancia a la información dispersa y asimétrica, le debe mucho a las brillantes conclusiones de Hayek. El libro de Hayek de mayor éxito y que más ha atraido la atención del público en general fue The Road fa Serfdom. En esta obra advertía que el camino hacia el infierno de la tiranía totalitaria y la ineficiencia económica estaba plagado de buenas intenciones y de pequeñas interferencias en los mercados libres y en las empresas privadas.''  

### Mercados financieros
La quinta condición para un cálculo económico exitoso es la existencia de mercados financieros que funcionen bien. La eficiencia económica depende en gran medida de evitar errores en la inversión de capital. Los costos de revertir errores en la inversión de capital son potencialmente grandes. Esto no es solo una cuestión de reorganizar o convertir bienes de capital que son de poca utilidad. El tiempo dedicado a reconfigurar la estructura de producción es tiempo perdido en la producción de bienes de consumo. Aquellos que planean la inversión de capital deben anticipar las tendencias futuras en la demanda del consumidor para evitar invertir demasiado en algunas líneas de producción y muy poco en otras líneas de producción.
Los capitalistas planean la producción con fines de lucro. Los capitalistas usan los precios para formar expectativas que determinan la composición de la acumulación de capital, el patrón de inversión en toda la industria. Aquellos que invierten de acuerdo con los deseos de los consumidores son recompensados con ganancias, aquellos que no lo hacen se ven obligados a ser más eficientes o a quebrar.
Los precios en los mercados a término juegan un papel especial en el cálculo económico. Los mercados a término desarrollan precios para las materias primas en períodos de tiempo futuros. Es en los mercados a término donde los empresarios clasifican los planes de producción según sus expectativas. Los mercados a término son un vínculo entre las decisiones de inversión empresarial y las decisiones de los consumidores domésticos. Como la mayoría de los bienes no se comercializan explícitamente en dichos mercados, se necesitan mercados sustitutos. El mercado de valores sirve como un "mercado a término continuo" que evalúa los planes empresariales de producción (Lachmann, 1978). En términos generales, el problema del cálculo económico se resuelve en los mercados financieros como Mises declaró:

El problema del cálculo económico surge en una economía que está perpetuamente sujeta a cambios [...]. Para resolver estos problemas, es sobre todo necesario retirar el capital de empresas particulares y aplicarlo en otras líneas de producción [...]. [Esto] es esencialmente una cuestión de los capitalistas que compran y venden acciones y participaciones, que otorgan préstamos y los recuperan, que especulan sobre todo tipo de productos.

La existencia de mercados financieros es una condición necesaria para el cálculo económico. La existencia de los mercados financieros en sí no implica automáticamente que la especulación empresarial tenderá a la eficiencia. Mises expuso que la especulación en los mercados financieros tiende a la eficiencia debido a un proceso de "prueba y error". Los empresarios que cometen errores relativamente grandes en la inversión desperdician sus fondos al expandir algunas líneas de producción a costa de otras empresas más rentables donde la demanda del consumidor es mayor. Los empresarios que cometen los peores errores al formar las expectativas menos precisas de las futuras demandas de los consumidores incurren en pérdidas financieras. Las pérdidas financieras eliminan a estos emprendedores ineptos de los puestos de autoridad en la industria.
Los empresarios que cometen errores más pequeños al anticipar la demanda de los consumidores de manera más correcta logran un mayor éxito financiero. Los empresarios que forman las opiniones más precisas sobre el estado futuro de los mercados (es decir, nuevas tendencias en las demandas de los consumidores) obtienen las mayores ganancias y obtienen un mayor control de la industria. Los empresarios que anticipan las tendencias futuras del mercado, por lo tanto, desperdician la menor cantidad de capital real y encuentran los términos más favorables para la financiación en los mercados de capital financiero. El desperdicio mínimo de bienes de capital real implica la minimización de los costos de oportunidad del cálculo económico del capital. El valor de los bienes de capital se alinea con el valor de los futuros bienes de consumo a través de la competencia en los mercados financieros, porque la competencia por las ganancias entre los financistas capitalistas recompensa a los empresarios que valoran el capital más correctamente (es decir, anticipando los precios futuros más correctamente) y elimina a los capitalistas que valoran el capital menos correctamente. Para resumir, el uso del dinero en el comercio de todos los bienes (capital/trabajo y consumo) en todos los mercados (spot y financiero) combinado con el emprendimiento con fines de lucro y la selección natural darwiniana en los mercados financieros se combinan para hacer un cálculo económico racional y la asignación de un resultado del proceso capitalista.
Mises insistió en que el cálculo socialista es imposible porque el socialismo impide el intercambio de bienes de capital en términos de un medio de intercambio generalmente aceptado, o dinero. La inversión en los mercados financieros determina la estructura de capital de la industria moderna con cierto grado de eficiencia. La naturaleza igualitaria del socialismo prohíbe la especulación en los mercados financieros. Por lo tanto, Mises concluyó que el socialismo carece de una tendencia clara hacia la mejora en la estructura de capital de la industria.

### Ejemplo
Mises dio el ejemplo de elegir entre producir vino o aceite, haciendo el siguiente punto:

Será evidente, incluso en la sociedad socialista, que 1,000 hectolitros de vino son mejores que 800, y no es difícil decidir si desea 1,000 hectolitros de vino en lugar de 500 de aceite. No hay necesidad de ningún sistema de cálculo para establecer este hecho: el elemento decisivo es la voluntad de los sujetos económicos involucrados. Pero una vez que se ha tomado esta decisión, la verdadera tarea de la dirección económica racional solo comienza, es decir, económicamente, a poner los medios al servicio del fin. Eso solo se puede hacer con algún tipo de cálculo económico. La mente humana no puede orientarse adecuadamente entre la masa desconcertante de productos intermedios y las potencialidades de producción sin dicha ayuda. Simplemente quedaría perpleja ante los problemas de gestión y ubicación.

Dichos productos intermedios incluirían tierra, almacenamiento en depósitos, botellas, barriles, petróleo, transporte, etc. No solo estas cosas tendrían que ensamblarse, sino que tendrían que competir con el logro de otros objetivos económicos. Sin precios para bienes de capital, esencialmente, señala Mises, es imposible saber cuál es su uso racional o más eficiente. La inversión es particularmente imposible ya que los posibles resultados futuros no pueden medirse con ningún estándar actual, y mucho menos con uno monetario que sea requerido para el cálculo económico. El valor que los consumidores tienen para el consumo actual sobre el consumo futuro no puede expresarse, cuantificarse o implementarse ya que la inversión es independiente del ahorro.

## Crítica

### Eficiencia de los mercados
Una crítica es que la afirmación de que un mercado libre es eficiente en la asignación de recursos es incorrecta. Alec Nove sostiene que en su "Cálculo económico en la Comunidad Socialista", Mises "tiende a estropear su caso por la suposición implícita de que el capitalismo y la asignación óptima de recursos van de la mano". La economista Joan Robinson también alegó que muchos precios en el capitalismo moderno son efectivamente "precios administrados" creados por "cuasimonopolios", desafiando así la conexión entre los mercados de capital y la asignación racional de recursos. El economista Robin Hahnel ha concluido que los mercados libres son de hecho sistemáticamente ineficientes porque las externalidades son generalizadas y porque los mercados del mundo real rara vez son realmente competitivos o están en equilibrio.
Milton Friedman estuvo de acuerdo en que los mercados con competencia monopolística no son eficientes, pero indicó que en los países con libre comercio la presión de la competencia extranjera haría que los monopolios se comportaran de manera competitiva. En países con políticas proteccionistas, la competencia extranjera no puede cumplir este papel, pero la amenaza de competencia potencial, es decir, que a medida que las empresas abusen de su posición, podrían surgir nuevos rivales y ganar clientes insatisfechos con las antiguas empresas, aún puede reducir las ineficiencias.
Otros analistas capitalistas libertarios creen que los monopolios y las grandes empresas no son generalmente el resultado de un mercado libre. Más bien, dicen que tal concentración está habilitada por las concesiones gubernamentales de franquicias o privilegios. Así, se oponen firmemente a cualquier distorsión de la estructura del mercado mediante la introducción de la influencia del gobierno, afirmando que dicha interferencia sería una forma de planificación central o capitalismo de estado, en la medida en que redirigiría la toma de decisiones del sector privado al público.
Joseph Schumpeter señaló que las grandes empresas generalmente impulsan el avance económico a través de la innovación y la inversión, por lo que su proliferación no es necesariamente mala.

### Equilibrio
También se ha argumentado que la afirmación de que encontrar un verdadero equilibrio económico no solo es difícil sino imposible para un planificador central se aplica igualmente bien a un sistema de mercado. Como cualquier máquina universal de Turing puede hacer lo que cualquier otra máquina de Turing puede hacer, una calculadora central en principio no tiene ventaja sobre un sistema de calculadoras dispersas (es decir, un mercado), o viceversa.
En algunos modelos económicos, encontrar un equilibrio es difícil. Por ejemplo, encontrar un equilibrio de Arrow-Debreu es PPAD-completo. Si el mercado puede encontrar un equilibrio en el tiempo polinómico, entonces la equivalencia anterior puede usarse para demostrar que P = PPAD. Don Lavoie hace el mismo punto a la inversa. Los socialistas de mercado señalaron la similitud formal entre el modelo neoclásico del equilibrio general walrasiano y el del socialismo de mercado. Simplemente reemplazaron al subastador walrasiano con un tablero de planificación. Sin embargo, esto enfatiza las deficiencias del modelo. Según Lavoie, al confiar en esta similitud formal, los socialistas de mercado deben adoptar los supuestos simplificadores del modelo. El modelo supone que se entregan varios tipos de información al subastador o al comité de planificación. Sin embargo, sin un mercado de capitales, esta información no existe; y si existe, existe en una forma fundamentalmente distribuida, no disponible para los planificadores. Si los planificadores capturaran de alguna manera esta información, inmediatamente se volvería obsoleta y relativamente inútil a menos que la realidad imitara de algún modo la monotonía inmutable del modelo de equilibrio. La existencia y usabilidad de esta información depende de su creación y situación dentro de un procedimiento de descubrimiento distribuido.

### Escala del problema
Una crítica es que los defensores de la teoría exageran la fortaleza de su caso al describir el socialismo como imposible en lugar de ineficiente.

### Economía del estado estacionario
Joan Robinson explicó que en una economía de estado estacionario habría una abundancia efectiva de medios de producción y, por lo tanto, no se necesitarían mercados. Mises reconoció tal posibilidad teórica en su tratado original cuando dijo lo siguiente:

El estado estático puede prescindir del cálculo económico. Porque aquí los mismos eventos en la vida económica son siempre recurrentes; y si suponemos que la primera disposición de la economía socialista estática se basa en el estado final de la economía competitiva, en cualquier caso podríamos concebir un sistema de producción socialista que esté racionalmente controlado desde un punto de vista económico.

Sin embargo, sostuvo que las condiciones estacionarias nunca prevalecen en el mundo real. Los cambios en las condiciones económicas son inevitables; e incluso si no lo fueran, la transición al socialismo sería tan caótica que impediría la existencia de un estado tan estable desde el principio.
Algunos escritores han declarado que con el uso detallado de la contabilidad de unidades reales y las encuestas de demanda, una economía planificada podría operar sin un mercado de capitales en una situación de abundancia. El propósito del mecanismo de precios es permitir que las personas reconozcan el coste de oportunidad de las decisiones. En un estado de abundancia, no hay tal costo; es decir que en situaciones en las que no es necesario economizar, la economía no se aplica, por ejemplo, en áreas con abundante aire fresco y agua.

### Uso de la tecnología
En la obra Hacia un nuevo socialismo, Paul Cockshott y Allin Cottrell analizaron que el uso de tecnología computacional ahora simplifica el cálculo económico y permite que la planificación central se implemente y se sostenga. Len Brewster respondió a esto argumentando que Hacia un nuevo socialismo establece lo que es esencialmente otra forma de economía de mercado, haciendo el siguiente punto:

[Una] evaluación del Nuevo Socialismo de C&C confirma la conclusión de Mises de que la planificación socialista racional es imposible. Parece que para que los planificadores económicos tengan datos útiles por los que puedan guiarse, debe introducirse un mercado y, con ello, análogos de la propiedad privada, la desigualdad y la explotación.

En respuesta, Cockshott indicó que el sistema económico está suficientemente alejado de una economía capitalista de libre mercado para no contar como uno, diciendo:

Aquellos contra los que Hayek estaba argumentando, como Lange y Dickinson, permitieron mercados de bienes de consumo, y esto no llevó a Hayek a decir: Oh, en realidad no estás defendiendo el socialismo ya que admitiste un mercado de bienes de consumo, él no lo hizo, porque allí quedaron enormes diferencias políticas entre él y Lange, incluso si Lange aceptaba los mercados de bienes de consumo. Por lo tanto, es un argumento muy débil de Brewster decir que lo que defendemos no es realmente un cálculo socialista porque está contaminado de alguna manera por las influencias del mercado.

Cosma Shalizi articuló los problemas que vienen con la planificación centralizada utilizando supercomputadoras en un ensayo de 2012. Citó la gran complejidad del problema, así como la dificultad de negociar entre preferencias como los problemas centrales de dicho sistema.
En el paper llamado ''Computational issues in time-inconsistent planning'' de Pingzhong Tang se critica muy duramente la idea de planificación marxista por computadoras.
Jesús Rodríguez Rojo le hace una crítica al Ciber-Comunismo con el ensayo llamado ''Maquinaria, ordenadores y superación del capital. Una aproximación critica al Ciber-Comunismo''.
Leigh Phillips y Michal Rozworski lanzaron un libro en 2019 que explica que las corporaciones multinacionales como Walmart y Amazon ya operan economías de planificación centralizada más grandes que la Unión Soviética, lo que demuestra que el problema del cálculo económico es superable. Sin embargo esto es criticado por otros aduciendo que existen otros mercados y empresas que hacen posible el cálculo demostrando que solo es posible en el capitalismo.